# Euphorbia duseimata
Euphorbia duseimata ist eine Pflanzenart aus der Gattung Wolfsmilch (Euphorbia) in der Familie der Wolfsmilchgewächse (Euphorbiaceae).

## Beschreibung
Die sukkulente Euphorbia duseimata bildet kleine Sträucher bis 6 Zentimeter Höhe aus. Aus einer knolligen Wurzel, mit bis zu 2,5 Zentimeter Durchmesser, entspringen ein bis drei unterirdische kleine Triebe, die bis 7 Zentimeter lang und 2 Zentimeter dick werden. Die sechs bis neun oberirdischen Triebe werden bis 6 Zentimeter lang und erreichen einen Durchmesser von etwa 5 Millimeter. An diesen sind in spiraligen Reihen schräg verlängerte Warzen angeordnet.
Der Blütenstand besteht aus einzelnen Cymen, die an den Spitzen der Zweige erscheinen. Sie sind bis 8 Millimeter lang gestielt und an den Stielen befinden sich zwei bis drei Tragblätter. Die Cyathien erreichen einen Durchmesser von 3 Millimeter. Die elliptischen Nektardrüsen sind konkav geformt und besitzen an den Rändern zwei bis vier dicke, ganzrandige oder zweigespaltene grünliche Auswüchse. Die stumpf gelappte Frucht ist sitzend und erreicht einen Durchmesser von 5 Millimeter. Sie enthält den eiförmigen Samen, der etwa 3,5 Millimeter groß wird.

## Verbreitung und Systematik
Euphorbia duseimata ist im Südosten von Botswana und im Norden von Südafrika verbreitet.
Die Erstbeschreibung der Art erfolgte 1934 durch Robert Allen Dyer.
Es werden folgende Unterarten unterschieden:
- Euphorbia duseimata subsp. duseimata
- Euphorbia duseimata subsp. pseudoduseimata (A.C.White, R.A.Dyer & B.Sloane) Bruyns